# Chaintré
Chaintré – miejscowość i gmina we Francji, w regionie Burgundia-Franche-Comté, w departamencie Saona i Loara.
Według danych z 1990 r. gminę zamieszkiwały 503 osoby, a gęstość zaludnienia wynosiła 152 osoby/km² (wśród 2044 gmin Burgundii Chaintré plasuje się na 456. miejscu pod względem liczby ludności, natomiast pod względem powierzchni na miejscu 1320.).